# Лесное (Краснокутский район)
Лесное (укр. Лісне), поселок, 
Мурафский сельский совет,
Краснокутский район,
Харьковская область.
Код КОАТУУ — 6323584703. Население по переписи 2001 года составляет 0 человек.

## Географическое положение
Поселок Лесное находится на расстоянии 2 км от реки Мерчик и примыкает к селу Мурафа.
Поселок окружен большим лесным массивом (дуб).
Рядом проходит автомобильная дорога Т-2106.

## История
- 1989 — дата основания.

## Экономика
- Санаторий.